# Arrigo Pedrollo
Arrigo Pedrollo (Montebello Vicentino (Vènet), 5 de desembre, 1878 - Vicenza (Vènet), 23 de desembre, 1964 ) va ser un pianista, director d'orquestra i compositor italià.

## Biografia

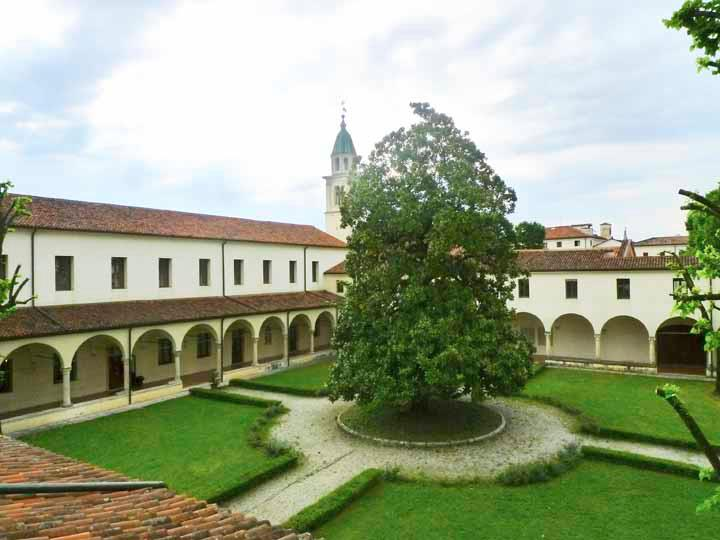
Conservatori "Arrigo Pedrollo" de Vicenza

Iniciat molt aviat en l'estudi del piano pel seu pare Luigi, «director de banda a Montebello i organista», va revelar habilitats de nen prodigi que van cridar l'atenció del musical Vicenza de l'època, en particular d'Elisa Orgian Piovene, que el va presentar als mestres Antonio Coronaro i Francesco Giaretta que, escoltant-lo tocar música de Bach, Beethoven i Chopin, li van aconsellar que continués els seus estudis al Conservatori de Milà, on Pedrollo va ingressar el 1892 estudiant amb Amintore Galli, Luigi Mapelli i Gaetano Coronaro.
Llicenciat en piano el 1897 i en composició el 1900 amb la Simfonia en re menor dirigida per Arturo Toscanini, el 1902 va iniciar una gira de concerts, com a pianista en diferents conjunts musicals, actuant a Anglaterra, Alemanya, Polònia, on va conèixer el compositor finlandès Jean Sibelius, i a Rússia. Les seves primeres proves compositives importants també es remunten a aquest període: Terra promesa, un poema teatral que Carlo Zangarini va escriure «per a ell darrere del gran interès del poeta futurista Filippo Marinetti i Sem Benelli», escenificat l'any 1908 al Teatre Ponchielli, a Cremona, i Juana, drama líric sobre llibret de Carlo De Carli, obra guanyadora el 1913 del concurs de l'Editorial Sonzogno el 1912, amb el qual Pedrollo va iniciar una estreta col·laboració. El 1920 es va posar en escena La veglia, sobre un llibret de Carlo Linati de l'únic acte, i In the Shadow of the Glen de John Millington Synge (Milà, Teatro dei Filodrammatici, 2 de gener), òpera revisada a Londres i Nova York, i L’uomo che ride, sobre un llibret d'Antonio Lega de Victor Hugo (Roma, Teatro Costanzi, 6 de març).
Entre les següents produccions podem esmentar Maria di Magdala, un drama bíblic amb llibret d'Arturo Rossato (Milà, Teatro Dal Verme, 11 de setembre de 1924) i dues òperes representades al Teatrde La Scala de Milà: Delitto e castigo (16 de novembre de 1926). amb llibret de Giovacchino Forzano (de Dostoievski) i Primavera fiorentina (28 de febrer de 1932) amb llibret de Mario Ghisalberti (de Boccaccio).
A més de la seva tasca com a compositor d'òpera, es va unir a la de director i professor. Entre 1928 i 1932 Pedrollo va ser el primer director permanent de l'Orquestra Simfònica de l'Organització d'Audicions de Ràdio Italiana a Milà, que el 1993 va formar l'Orquestra Simfònica Nacional de la RAI. En aquesta qualitat va col·laborar amb intèrprets de primer ordre, com Jascha Heifetz, Alfred Cortot i Serguei Prokófiev. En els mateixos anys va ser cridat a ocupar càrrecs importants en algunes institucions musicals: del 1922 al 1962 va ser director de l'institut musical de Vicenza, que després portaria el seu nom; del 1930 al 1941, per invitació d'Pizzetti, va impartir classes de composició i contrapunt al Conservatori de Milà i del 1941 al 1959 també va dirigir el Conservatori Cesare Pollini de Pàdua. Entre els seus alumnes hi ha Gianandrea Gavazzeni, Gino Marinuzzi, Roberto Lupi, Gabriele Mandel, Fiorenzo Carpi, Guido Cantelli, Claudio Scimone i Bruno Maderna.

També és significativa la producció instrumental, simfònica i de cambra, que el va ocupar sobretot en els darrers anys de la seva vida. Entre les composicions més rellevants destaquen el Concert per a piano i orquestra de cambra en re menor (1933-1953), la Suite per a orquestra sobre temes armenis (1950) i el Concertino per a oboè i orquestra de corda (1957). Hereu de la tradició musical italiana del segle XIX, Pedrollo estava
"igualment obert a les veus de més enllà dels Alps, tant cap a la producció operística de Wagner com la producció operística i simfònica de Richard Strauss, com també cap a la de Berlioz, Fauré, Debussy».
Amb l'excepció de les edicions de música instrumental i les reduccions per a veu i piano d'algunes de les seves obres, la majoria de les seves composicions es perden. Les seves obres van ser publicades per diverses editorials: Sonzogno, Zanibon, Carisch i Casa Musicale Giuliana. L'any 1956 Casa Sonzogno va retornar a l'autor totes les obres publicades.
Va morir a Vicenza el 23 de desembre de 1964 i va ser enterrat al cementiri de Montebello Vicentino, la seva ciutat natal.
El 1980 el Conservatori Estatal de Vicenza, establert el 1969 com a branca del Conservatori de Venècia, es va independitzar i va rebre el nom d'Arrigo Pedrollo. L'escola secundària inferior de Montebello Vicentino també porta el seu nom.

## Obra

### Obra teatral
- Sofonisba (5 actes), llibret de Giuseppe Brunati, 1902-04? (no representada)
- Terra promessa (3 actes), llibret de Carlo Zangarini, 1908 al Teatre Ponchielli de Cremona
- Juana (3 actes), llibret de Carlo De Carli, 1914 al Teatre Eretenio de Vicenza
- Rosmunda (4 actes), 1920 (no representada)
- L'uomo che ride (3 actes), llibret d'Antonio Lega, 1920 al Teatre Costanzi de Roma
- La Veglia[6] (1 acte), llibret de Carlo Linati, 1920 al "Teatro dei Filodrammatici" (Milà)
- Rosmunda, llibret de Luigi Siciliani, 1920 (no representada)
- Maria di Magdala (3 actes), llibret d'Arturo Rossato, 1924 al Teatre dal Verme de Milà
- Delitto e Castigo (3 actes), llibret de Giovacchino Forzano, 1926 al Teatre de La Scala de Milà, dirigida per Ettore Panizza, amb Rosetta Pampanini i Taurino Parvis
- Primavera fiorentina (1 acte), llibret de Mario Ghisalberti, 1932 al Teatre de La Scala de Milà, amb Franco Ghione
- La fattoria Polker, llibret d'Arturo Rossato, 1935 (no representada)
- L'amante in trappola (1 acte), llibret de Giovanni Franceschini, 1936 al "Teatre Verdi" (Vicenza)
- La regina di Cirta, llibret d'Antonio Lega, 1941
- Regina di Cirta (3 actes), 1943-44 (no representada)
- Il Giglio di Alì (3 actes), 1962

### Música d'escena
- Ifigenia in Aulide, 1936
- I sette contro Tebe, 1937
- Edipo re , 1948 al "Teatro Olimpico" de Vicenza

### Ballet
- Giuditta, mimodrama, 1915-16
- Aziadée, mimodrama, 1935 al "Teatro della Pergola" de Florència

### Cantates
- Due poemetti, per cor i orquestra, 1918
- Dialogo della Divina Provvidenza di S. Caterina da Siena, per a soprano, cor i orquestra, 1951

### Música simfònica
- Sinfonia in re minore, 1897
- Preludio sinfonico in Fa maggiore, per orquestra, 1912
- Icaro, poema simfònic del Laudi de Gabriele D'Annunzio, 1929?
- Concerto per pianoforte e orchestra da camera in re minore, 1933-53
- La Marcia di Roma, poema simfònic dedicat a Benito Mussolini, 1934
- Intermezzi corali al poema Madre de Nando Tamberlani, 1937
- Canzone del Don, per a orquestra de cambra i per a orquestra de corda, 1948
- Tempio malatestiano, poema simfònic, 1949
- Allegro da concerto, per pianoforte, 1951
- Icaro, poema simfònic per a gran orquestra, 1951
- Suite per orchestra su temi armeni: Preludio, Preghiera, Tema con variazioni, Fuga, 1951
- I Castelli di Giulietta e Romeo, poema simfònic per a piano i orquestra, 1952
- Serenata veneziana. Mascherata per orquestra, 1952
- Concertino per oboe e orchestra, 1960

### Música de cambra
- Sonata en si menor per a violí i piano, 1908
- Quartet en do menor per a cordes, 1910
- Canzone del Don, per violoncel i piano, 1935
- Elegia per a quintet de corda "In morte di Silvano Baggio", 1935
- Trio en fa sostingut menor,1941
- Quartet en la major per a piano, 1941-1944
- Trio n°2 per violí, violoncel i piano, 1963
- Cinc peces per a piano
- Tres danses per a dos pianos
- Sis lletres de cambra, que inclouen: Somnis de tardor, O pace della sera, la cançó Rebecca

Diversa música coral.